# Польская конституция 1815 года
Польская конституция 1815 года (пол. Ustawa Konstytucyjna Królestwa Polskiego) — конституция Царства Польского, обнародована 20 июня 1815 года. Действовала конституция до восстания 1830 года. В 1832 году император Николай I отменил конституцию Царства Польского.

## Основные положения
15 (27) ноября 1815 г. отданное Александру I Венским конгрессом Царство Польское получило от своего нового монарха Конституцию. Эта конституция превращала только что созданное государство в наследственную монархию, «навсегда соединённую с Российской империей». Монарх назначал наместника, каковым мог быть лишь поляк; исключение делалось для наместника из членов Императорского Дома.
«Римско-католическая религия, исповедуемая большинством жителей Царства Польского», должна была быть предметом особого попечения правительства, без малейшего, однако, ущерба для свободы иных исповеданий.
Особой статьёй обеспечивалась свобода печати. Закон должен был определить способы устранения злоупотреблений этой свободой.
Далее обеспечивалась свобода личности со ссылкой на стародавний основной закон: «neminem captivari permittimus nisi jure victum».
Польский язык объявлялся языком администрации, суда, войска и т. п.; все должности должны были замещаться только одними поляками.
«Польский народ, — гласила далее одна статья, — на вечные времена будет иметь национальное представительство на сейме, состоящем из короля и двух палат (изб), из коих первую будет составлять сенат, а вторую послы и депутаты от общин» (гмин).
Статья 45 конституции 1815 года гласила: «Все Наши наследники по престолу Царства Польского обязаны короноваться Царями Польскими в столице согласно обряду, который будет Нами установлен, и приносить следующую клятву: „Обещаюсь и клянусь перед Богом и Евангелием, что буду сохранять и требовать соблюдения Конституционной Хартии всею Моею властью“». Николай I, единственный коронованный царь Польский, отменил эту норму.
Все королевские распоряжения и постановления должны были скрепляться подписью министра, который и будет нести ответственность за все, что могло бы в этих распоряжениях и постановлениях заключаться противного конституции и законам.
Конституция учреждала, кроме того, государственный совет, без которого наместник не мог предпринимать ничего важного. Министерств («комиссий») учреждалось пять: министерство культов и народного просвещения, министерство юстиции, министерство внутренних дел и полиции, министерство военное, министерство государственных доходов и имуществ.

## Законодательная власть
Власть законодательная должна была заключаться в особе короля и в двух палатах. Сейм созывался каждые два года на тридцать дней, причем королю представлялось право роспуска сейма, отсрочки сеймовых заседаний и созыва чрезвычайного сейма. Члены сейма в период сессии пользовались неприкосновенностью. Законодательная инициатива признавалась только за королём, но послам и депутатам позволялось представлять королю через государственный совет разного рода желания, касающиеся блага их сограждан.
Бюджет утверждался сеймом не более как на четыре года.
Заседания обеих палат должны были быть публичными и только по желанию десятой части присутствующих членов палаты могли превращаться в секретные комитеты. Окончательная санкция законов принадлежала королю. Сенаторы (члены императорского дома, епископы, воеводы и каштеляны) назначались королём на всю жизнь и притом (кроме сенаторов первых двух категорий) из двух кандидатов, представленных самим сенатом.
«Посольская изба» должна была состоять из 77 послов, выбранных на шляхетских сеймиках по одному от каждого повета, то есть уезда, и из 51 депутата от гмин, то есть общин. Срок полномочий для послов и депутатов устанавливался шестилетний, избирательный ценз определялся уплатой в виде прямого налога не менее ста злотых. Если бы король распустил посольскую избу, то в течение двух месяцев должен был назначить новые выборы.
Конституция определяла также состав и функции шляхетских сеймиков и нешляхетских общинных собраний, которым давалось право выбирать не только послов и депутатов, но и членов воеводских советов, а также составлять списки кандидатов на административные должности.

## Правосудие
Отправление правосудия конституция объявляла независимым: судья должен был выражать своё мнение совершенно свободно от каких бы то ни было влияний со стороны «наивысшей или министерской власти». Судьи, как назначенные королём, так и выборные, объявлялись несменяемыми, за исключением случаев смещения по судебному приговору за должностные или иные преступления.
Государственные преступления и преступления высших государственных сановников подлежали сеймовому суду из всех членов сената. Наказание конфискацией имуществ отменялось и не могло быть ни в каком случае восстановлено.

## Оценки
Эта конституция, которая некоторыми своими сторонами (особенно терминологией) примыкает к прежнему устройству Речи Посполитой, была весьма либеральна, принимая в расчет политические теории эпохи. В наиболее существенных своих пунктах она выдерживает сравнение с французской хартией 1814 г., которая, в свою очередь, должна была установить порядок, напоминающий английскую конституцию. Либеральный характер польского «конституционного устава» 1815 г. признаётся и историками, изучавшими этот документ.